# Xích Quỷ
Xích Quỷ (chữ Hán: 赤鬼) theo truyền thuyết Việt Nam là một liên minh quốc gia cổ đại của cư dân Bách Việt, được xem là quốc hiệu đầu tiên của người Việt vào đầu thời đại Hồng Bàng, thời Kinh Dương Vương. Từ Hán Việt Xích (赤) nghĩa là màu đỏ; từ Quỷ (鬼) có nghĩa là ma quỷ. Xích Quỷ là tên một ngôi sao có sắc đỏ rực rỡ nhất trong Nhị thập bát tú trên bầu trời.
Tuy nhiên, chưa có bằng chứng khảo cổ nào cho thấy nhà nước này là có thật. Theo 1 số nhà nghiên cứu hiện đại thì câu chuyện này được xuất phát từ 1 tiểu thuyết dân gian, rồi được hư cấu vào sử sách thời Hậu Lê.

## Truyền thuyết
Truyền thuyết về nước Xích Quỷ của Kinh Dương Vương trong truyền thuyết Việt Nam có thể đã lấy "cảm hứng" từ một liên minh của các bộ tộc tại Việt Chương ở Giang Tây, Việt Thường ở Hồ Nam, Việt Dương hay Dương Việt ở Hồ Bắc, các bộ tộc này cư trú ở vùng lân cận với Nhà Thương và có thể đã xảy ra chiến tranh giữa họ và nhà Thương. Các bộ tộc ở Việt Chương là nòng cốt và đã đánh bại cuộc xâm lược của quân Ân Thương do vua Vũ Đinh chỉ huy. Nền tảng vật chất của họ là nền văn hóa đồng thau Ngô Thành với các di vật tiêu biểu là những bộ não bạt và trống đồng cỡ lớn, có vai trò đặc biệt trong tín ngưỡng địa phương. Truyền thuyết Họ Hồng Bàng và truyền thuyết Thánh Gióng đánh giặc Ân có thể đã lưu truyền từ những câu chuyện truyền miệng từ thời xa xăm này.

### Truyền thuyết Họ Hồng Bàng
Đại Việt Sử ký Ngoại kỷ Toàn thư do Ngô Sĩ Liên biên soạn chép:
"Nhâm Tuất, năm thứ 17. Xưa cháu ba đời của Viêm Đế họ Thần Nông là Đế Minh sinh ra Đế Nghi, sau Đế Minh nhân đi tuần phương Nam, đến Ngũ Lĩnh lấy con gái Vụ Tiên, sinh ra vua Kinh Dương Vương. Vua là bậc thánh trí thông minh, Đế Minh rất yêu quý, muốn cho nối ngôi. Vua cố nhường cho anh, không dám vâng mệnh. Đế Minh mới lập Đế Nghi là con nối ngôi, cai quản phương Bắc, phong cho vua làm Kinh Dương Vương, cai quản phương Nam, gọi là nước Xích Quỷ".
Thiên Nam ngữ lục (thế kỷ 17) kể về việc kết hôn của Kinh Dương Vương:
| “ | Kinh Dương ngày ấy đi chơi Thuyền trăng buồm gió tếch vời Nam minh. | ” |

Ở chốn Nam mi ấy Kinh Dương Vương gặp con gái Thần Long:
| “ | Nàng rằng: thiếp con Động Đình Thần Long là hiệu, Nam minh là nhà. | ” |

Nam minh được chú là "bể rộng ở phía Nam". Sách Nam Hoa kinh của Trang Tử có câu "Bằng chi tỉ ư Nam minh dã, đoàn phù dạo nhi thường giả cửu vạn lý". Thông tin trên của Thiên Nam ngữ lục cho thấy Kinh Dương Vương đã gặp con gái Thần Long ở Nam minh có thể là vịnh Bắc Bộ ngày nay.
Tương tự núi Ngũ Lĩnh nơi Kinh Dương Vương đi tuần là ngọn núi có tên là Ngũ, có thể là ngọn núi ở vùng trung tâm vì số 5 là số trung tâm của Hà thư. Ca dao xưa có câu:
| “ | Núi thờ cha Tản Viên Núi thờ mẹ Tây Thiên Đều hướng về Ngũ Lĩnh Thờ núi Tổ linh thiêng. | ” |